# UMB Hockey Team
Az UMB Hockey Team egy szlovák egyetemi jégkorongcsapat Besztercebányán. A csapatot 2014-ben alapították, és az Európai Egyetemi Jégkorong Ligában játszik. A klub a besztercebányai Bél Mátyás Egyetemet képviseli. A hazai mérkőzéseit a 3 016 férőhelyes Tipsport Arénában játssza.

## Története
A klubot 2014-ben alapították.

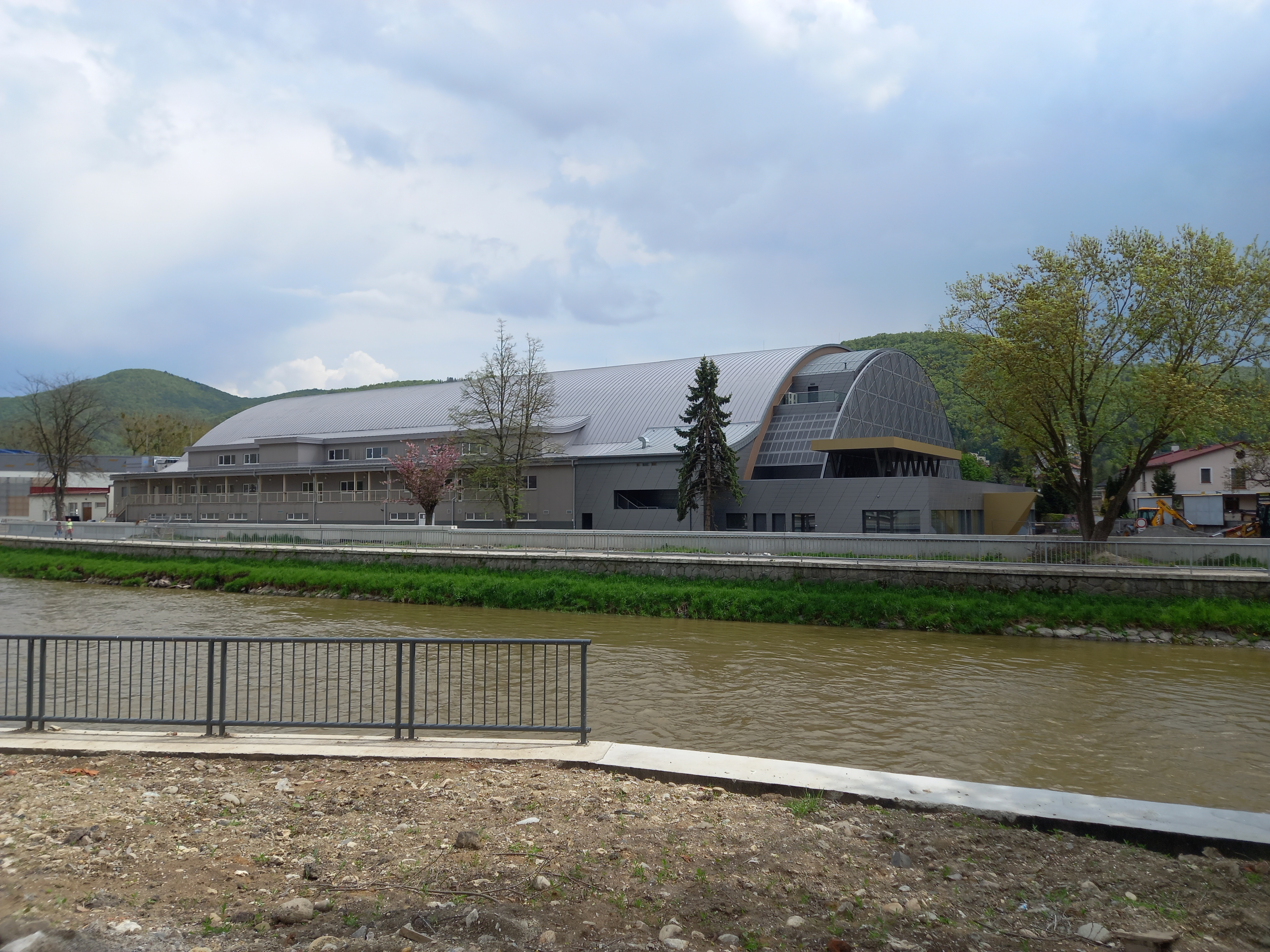
A csapat otthona, a Tipsport Aréna

A 2017–2018-as szezonban az alapszakaszban második helyen végezett, majd a rájátszásban a Diplomats Pressburg csapatát 3-1-es összesítésben legyőzve nyerte el történetében először a Sekeráš-trófeát.
A 2018–2019-es szezonban az alapszakaszban a második helyen végzett, majd a rájátszásban a Gladiators Trenčín csapatát 3-2-es összesítésben legyőzve nyerte meg a szezont.
A 2023–2024-es szezonban az alapszakaszban a második helyen végzett, majd a rájátszásban a Gladiators Trenčín csapatát 3-1-es összesítésben legyőzve nyerte meg a szezont.

## Statisztikák
| Alapszakasz | Alapszakasz                           | Alapszakasz                           | Alapszakasz                           | Alapszakasz                           | Alapszakasz                           | Alapszakasz                           | Alapszakasz                           | Alapszakasz                           | Rájátszás                                                | Rájátszás                                                | Rájátszás                                                |
| Szezon      | LM                                    | GY                                    | GY.H.                                 | V. H.                                 | V                                     | G                                     | P                                     | Helyezés                              | Negyeddöntő                                              | Elődöntő                                                 | Döntő                                                    |
| ----------- | ------------------------------------- | ------------------------------------- | ------------------------------------- | ------------------------------------- | ------------------------------------- | ------------------------------------- | ------------------------------------- | ------------------------------------- | -------------------------------------------------------- | -------------------------------------------------------- | -------------------------------------------------------- |
| 2014–15     | 16                                    | 7                                     | 0                                     | 0                                     | 5                                     | 78:62                                 | 18                                    | 3.                                    | Győzelem az UTB Zlín ellen (6:4)                         | Győzelem a Paneuropa Kings ellen (2-1)                   | Vereség az UK Praha ellen (0-2)                          |
| 2015–16     | 18                                    | 11                                    | 1                                     | 1                                     | 5                                     | 90:55                                 | 36                                    | 3.                                    | Győzelem az Engineers Prague ellen (2-1)                 | Vereség a Paneuropa Kings ellen (0-2)                    | -                                                        |
| 2016–17     | 16                                    | 11                                    | 0                                     | 0                                     | 5                                     | 73:49                                 | 33                                    | 2.                                    | Győzelem a Gladiators Trenčín ellen (2-0)                | Győzelem az Academics Pilsen ellen (2-1)                 | Vereség az UK Praha ellen (1-3)                          |
| 2017–18     | 17                                    | 12                                    | 0                                     | 2                                     | 3                                     | 92:57                                 | 38                                    | 2.                                    | Győzelem az Academy 1928 KTH Krynica-Zdrój ellen (2-0)   | Győzelem az UK Praha ellen (2-0)                         | Győzelem a Diplomats Pressburg ellen (3-1)               |
| 2018–19     | 16                                    | 13                                    | 0                                     | 0                                     | 3                                     | 73:29                                 | 39                                    | 2.                                    | Győzelem a BO Ostrava ellen (2-0)                        | Győzelem a HC Masaryk University ellen (2-1)             | Győzelem a Gladiators Trenčín ellen (3-2)                |
| 2019–20     | 12                                    | 9                                     | 1                                     | 1                                     | 0                                     | 82:22                                 | 33                                    | 1.                                    | A Covid-19-járvány miatt félbe lett szakítva a rájátszás | A Covid-19-járvány miatt félbe lett szakítva a rájátszás | A Covid-19-járvány miatt félbe lett szakítva a rájátszás |
| 2020–21     | A Covid-19-járvány a szezont törölték | A Covid-19-járvány a szezont törölték | A Covid-19-járvány a szezont törölték | A Covid-19-járvány a szezont törölték | A Covid-19-járvány a szezont törölték | A Covid-19-járvány a szezont törölték | A Covid-19-járvány a szezont törölték | A Covid-19-járvány a szezont törölték | A Covid-19-járvány a szezont törölték                    | A Covid-19-járvány a szezont törölték                    | A Covid-19-járvány a szezont törölték                    |
| 2021–22     | 12                                    | 4                                     | 1                                     | 1                                     | 5                                     | 54:44                                 | 18                                    | 4.                                    | Győzelem a Philosophers Nitra ellen (2-0)                | Vereség a Gladiators Trenčín ellen 0-2)                  | -                                                        |
| 2022–23     | 14                                    | 13                                    | 0                                     | 0                                     | 1                                     | 101:23                                | 39                                    | 1.                                    | -                                                        | Győzelem a Sapientia U23 ellen (3-1)                     | Vereség a Gladiators Trenčín ellen 1-3)                  |
| 2023–24     | 14                                    | 9                                     | 1                                     | 2                                     | 2                                     | 63:35                                 | 31                                    | 2.                                    | -                                                        | Győzelem a Sapientia U23 ellen (3-0)                     | Győzelem a Gladiators Trenčín ellen (3-1)                |
| 2024–25     | 12                                    | 11                                    | 0                                     | 0                                     | 1                                     | 61:17                                 | 33                                    | 1.                                    | -                                                        | Győzelem a University Spartacus ellen (3-0)              | Győzelem az UNI Győr ETO HC ellen (3-2)                  |